# Ира, Лонгин Фёдорович
Ло́нгин Фёдорович И́ра (также Леонид Фёдорович, Лонгин Францевич; известен под псевдонимом Илья Фёдорович Ланг; 22 октября 1896, Екатеринодар — 20 июля 1987, Мюнхен) — русский эмигрант, белый офицер, сотрудник работавшего на абвер «бюро Клатта». Бюро Клатта поставляло немецкой разведке заведомо ложные данные под видом сообщений разведывательной сети в СССР и на средиземноморском театре военных действий («донесения Макса и Морица»). «Донесения Макса», исходившие якобы из тыла СССР, носили вымышленный характер и на протяжении почти всей войны успешно фабриковались (как правило, на основании открытых источников) имитировавшим разведывательную деятельность Л. Ф. Ирой, что стало одной из крупнейших шпионских афер Второй мировой войны. Донесения Иры отличались внутренней логикой и богатством информации по сравнению с другими донесениями (при расплывчивости конкретных деталей), благодаря чему на протяжении всей войны немецкая разведка им доверяла.

## Довоенная биография
Лонгин Ира (фамилия склоняется) происходил, по одним данным, из обрусевших чехов (ср. распространённую фамилию cs:Jíra), по другим, считал свою фамилию «семинарской» и связывал её с лат. ira «гнев».
В годы Гражданской войны вступил в Добровольческую армию. Участник 1-го Кубанского («Ледяного») похода в 1-м конном полку, с ноября 1918 г. — в эскадроне Лейб-гвардии Кирасирского Её Величества Государыни Императрицы Марии Феодоровны полка. Имел чин корнета. В боях за Чернигов (1919) лишился правого глаза. Эвакуирован из Крыма с остатками Русской армии Врангеля в Галлиполийский лагерь.
В эмиграции в Чехословакии, учился в Пражском университете (не окончил), работал юристом в закарпатском городе Мукачево. Член кружка «За Веру и Верность» и Русского национального союза участников войны во главе с генералом А. В. Туркулом. В 1939 арестовывался венгерскими властями после присоединения Закарпатской Руси к Венгрии.

## Участие в деятельности «Бюро Клатта»
В 1940 завербован в Вене главой местного отделения абвера полковником Р. фон Маронья-Редвицем и Рихардом Каудером (псевдоним «Клатт»), агентом абвера, которому с осени 1940 было поручено работать в Софии. Ира, который еще до нападения Германии на СССР готовил для абвера «отчеты» о советской авиации, летом 1941 г. также переехал в Софию, где заявил, что получает от разветвленной сети антикоммунистического подполья в СССР разведывательные донесения о подготовке операций Красной Армии. Своим «шефом» Ира при этом продолжал считать Туркула, с которым делился получаемым за работу вознаграждением.
По схеме, разработанной Ирой, он передавал свои сообщения только лично Каудеру-Клатту, не раскрывал своих источников и не подвергался никаким дополнительным проверкам (чтобы не скомпрометировать всё подполье); затем Клатт пересылал переведенные на немецкий и зашифрованные сообщения в Вену, откуда они передавались в центральный аппарат абвера и затем командованию вермахта на фронтах.
Донесения, поступавшие от Иры, делились на относящиеся к СССР и относящиеся к средиземноморскому театру военных действий. Первые получили в венском бюро абвера условные названия «донесений Макса», а вторые «донесений Морица» (по книге В. Буша «Макс и Мориц»). Впоследствии «Макс» был переименован в «Вилли», затем в «Эдельвейса» и наконец в «Олафа».
Всего «донесений Макса» было порядка 10 тысяч; большая часть из них сообщала о формировании и передислокации войск в советском тылу и в непосредственной близости фронта (конкретные номера соединений при этом, как правило, не назывались), в некоторых донесениях речь шла о стратегических решениях, принятых на совещаниях у Сталина, о перемещениях и действиях советских военачальников, а также об актах саботажа, ущербе от бомбардировок и других событиях в тылу.
«Донесения Макса» пользовались высоким доверием абвера и немецкого военного командования, особенно в 1942—1943 они активно использовались в составляемых начальником отдела «Иностранные армии Восток» Р. Геленом сводках о положении противника. Одно время «Донесения Макса» составляли 79 % получаемой абвером информации о Красной Армии, с течением времени отдел Гелена всё более от них зависел. В этот период Клатт сформировал в Софии собственное подразделение абвера («Бюро Клатта») со штатом в 50 человек, основным источником информации для которого оставался Ира. В 1943 г. бюро Клатта было переведено в Будапешт, а затем в Братиславу. Ира продолжал передавать свои сообщения буквально до последних месяцев войны, несмотря на то, что в Венгрии и Словакии, в отличие от Болгарии до 1944 г., не было советских представительств, откуда теоретически могли бы происходить утечки информации.
Как Каудер-Клатт, так и Ира подозревались нацистами в работе на советскую разведку (личность Каудера вызывала вопросы ещё и ввиду его еврейского происхождения, терпимого из-за «ценных» разведывательных данных и личного покровительства некоторых офицеров), однако ничего компрометирующего, несмотря на кратковременный арест Каудера в 1944 г. и казнь его патрона фон Маронья-Редвица в том же году за участие в заговоре 20 июля, добыть не удалось. При этом уже тогда у некоторых сотрудников германских спецслужб сложилось впечатление, что бюро Клатта фактически разведки не ведёт, а использует фальсифицированные данные в целях личного обогащения сотрудников. Однако после повторного ареста Каудера в последние месяцы войны за него как за ценного агента вступались Гейнц Гудериан и Вальтер Шелленберг.

## После войны
Ещё в ходе войны британская разведка перехватывала и дешифровывала исходившие от «бюро Клатта» сообщения. После окончания войны Каудер, Ира и Туркул были арестованы западными союзниками в Германии, а двое последних вывезены в Лондон и допрошены группой МИ-5 под руководством Ионы («Клопа») Устинова. Все они подозревались в работе на советскую разведку, которая будто бы передавала через них немцам реальные сведения, чтобы впоследствии использовать канал для дезинформации (что средиземноморские «донесения Морица» правдивы не более чем на 10 %, британцы установили еще в 1942 г., однако в «донесениях Макса» усматривались достоверные события).
Эти обвинения доказать не удалось. На допросе Ира показал, что выдумал все сообщения, пользуясь открытой информацией из доступных в Софии советских (до 1944 г. Болгария не объявляла войны СССР) и швейцарских газет, подробными картами местности (предоставленными абвером) и слухами, поступавшими с фронта и из лагерей военнопленных. Современный историк В. Мейер в фундаментальной работе «Клатт» (2015) приходит к выводу, что эта версия верна. При допросе Ира заявил, что нанёс нацистам осознанный вред: «Я шесть лет работал для России в постоянной опасности быть повешенным абвером, но может наступить день, когда в России меня признают национальным героем».
Параллельное расследование вела и советская сторона, которая благодаря кембриджской пятёрке была в курсе британских перехватов. В 1944 и 1947 годах Сталину подавались доклады, согласно которым действительности соответствовало не больше 8 % «донесений Макса». После войны шифровальщик «бюро Клатта», допрошенный советской контрразведкой, показал, что Ира диктовал ему некоторые разведывательные данные по газетным вырезкам.
И британская, и советская разведка независимо друг от друга установили, что радиопередатчика, на который Ира мог бы принимать какие-либо разведданные в Софии, не существовало (при том что передачи из Софии в Вену пеленговались и расшифровывались неоднократно).
После войны Л. Ф. Ира продолжал участвовать в организациях ветеранов-белогвардейцев. Умер в Мюнхене в 1987 г. Собрал большую коллекцию мемориальных вещей, связанных с гражданской войной и эмиграцией.

## В историографии
В литературе (вслед за П. А. Судоплатовым) «донесения Макса» часто ошибочно отождествляются с дезинформацией, которую по указанию Центра абверу поставлял советский разведчик А. П. Демьянов («Гейне», «Фламинго»).